# Baselbieterlied
Das Baselbieterlied (ursprünglicher Titel: Baselbieterchränzli) ist die inoffizielle Hymne des Kantons Basel-Landschaft.

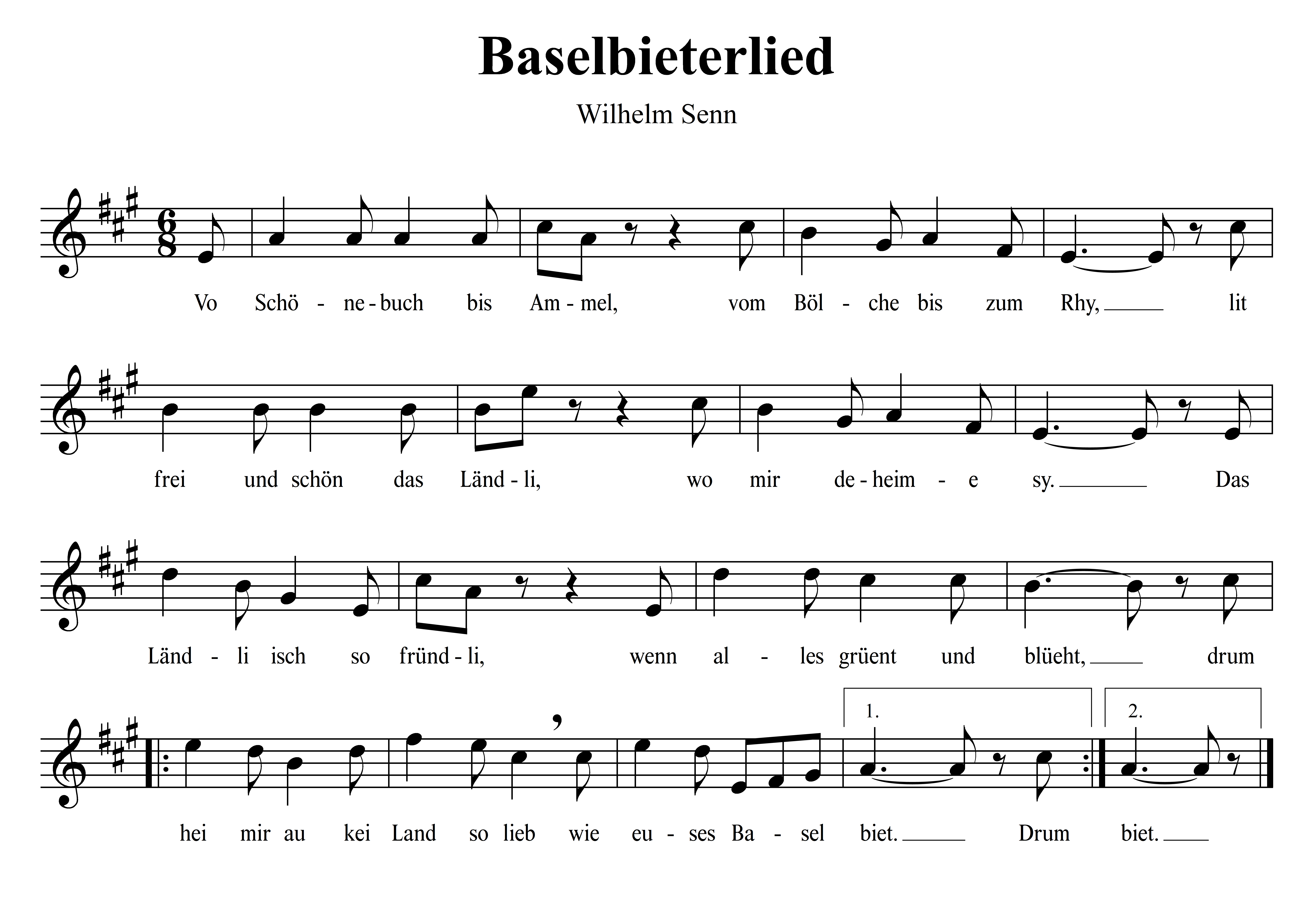
Baselbieterlied (Text und Melodie)

Allgemeine Verbreitung fand das Baselbieterlied während des Kampfes um die Wiedervereinigung beider Basel (1936), wo es von den Anhängern des selbständigen Baselbiets als Bekenntnis- und Kampflied (siehe: Basler Kantonstrennung) gesungen wurde. Besondere Bedeutung hat das Lied heutzutage u. a. bei den Banntag genannten Gemarkungsumgängen.
Der Text des Baselbieterliedes stammt vom Baselbieter Lehrer Wilhelm Senn (1845–1895) und ist in basellandschaftlicher Mundart verfasst. Er entstand im Jahr 1862 und war dem «Baselbieter Chränzli», einer freien Vereinigung von Baselbietern in der Stadt Basel, welcher Senn selbst auch angehörte, gewidmet. Die Urfassung des Liedes zählte acht Strophen, bei der späteren Aufnahme ins Schulgesangbuch wurde es allerdings auf vier Strophen gekürzt. Eine eigene Melodie wurde hingegen nicht komponiert, stattdessen enthielt die Erstausgabe des «Chränzli-Liedes» den Vermerk: «zu singen nach der Melodie vom Schwyzerhüsli» (auch als Schweizerlied bekannt). Aufgrund seiner abweichenden Versstruktur lässt sich das Baselbieterlied aber nicht nach der erwähnten Melodie singen und so scheint als Vorbild einzig das Lied «d Bruust» (die Feuersbrunst) des Luzerner Geistlichen Jost Bernhard Häfliger (1759–1837) aus dem Jahr 1809 in Frage zu kommen.
In Baselland wurde das Lied bekannt, als es im Jahr 1901 vom Liestaler Primarlehrer Arnold Spahr (mit geringfügig verändertem Text sowie auf die Strophen 1–3 und 5 reduziert und als «Volksweise aus Baselland» bezeichnet) in den «Sonnenblick: Liederbuch fürs junge Schweizervolk» aufgenommen wurde. Aus unerklärlichen Gründen war es zunächst fälschlicherweise im 2/4-Takt aufgeschrieben. Der Fehler wurde in der 18. Auflage (1934) korrigiert und das Baselbieterlied ist fortan im 6/8-Takt notiert.

## Texte

### Urfassung: Baselbieterchränzli (Wilhelm Senn)
Vo Schönebuech bis Ammel

Vom Belche bis an Rhi,

Lit frei und schön das Ländli,

wo mir deheime si.

Das Ländli isch so fründlig,

Wenn Alles grüent und blüeht.

Drum hei mer au kei Land so gern

Wie euser Baselbiet.

Es wächsle Berg und Täli

So friedlig mit enand,

Und über Alles use

Luegt mängi Felsewand.

Dört obe weide d’Herde,

Do nide wachst der Wi.

Jo schöner als im Baselbiet

Cha’s weger niene si.

Die Baselbieter Lütli

Si gar e flissige Schlag;

Sie werche-n-und sie webe

So viel as Jede mag.

Die einte mache Bändel,

Die andre schaffe s’Feld,

Und all si, wenn’s e bitzli goht,

Gern lustig uf der Welt.

Chunnt öppe ein cho chlage,

Und seit, er lid so Not,

So teilt der ander mit ihm

Recht gern si Stückli Brod.

Und het er schnell e Fätze ab,

Und beidi esse gnue.

Me sait vom Baselbieter,

Und red’t-im öppe no

Er säg blos «Mer wei luege…»

Er chönn nit säge: «Jo».

s’Mag si. — Doch tuesch-in froge:

«Wit du für’s Rächt istoh?»,

Do heisst’s nit, dass me luege well,

Do säge-n-alli «Jo!»

s’Isch wohr, mir Baselbieter

Mir hei ne hitzig Bluet;

Doch wenn der Zorn isch dusse,

So si mer wieder guet.

Mer stoss-n-a und trinke;

s’zürnt kein im andre nüt;

Mer hei der Friede grüslig gern,

Mir Baselbieter Lüt.

Und d Baselbieter Fraue,

Die hei’s grad au-ne-so;

Sie si schnell obe-n-use

Und bald au wieder froh.

Sie schimpfe, wenn ihr Mannli

Gar zlang bim Schoppe sitzt;

Doch wenn er ufrecht heime chunnt,

So isch dä Chib verschwitzt.

Und ziehne-mer in d’Frömdi,

Sigs au blos Basel zue,

So loht is dusse mängist

Doch s’Heimweh schier kei Rueh.

Drum chömme-mer in’s Chränzli,

Do trifft me d’Landslüt a.

Und wenn mer wei recht gmüetlig si,

Sing jede, was er cha.